# Айхендорф
Айхендорф (нім. Eichendorf) — громада в Німеччині, знаходиться в землі Баварія. Підпорядковується адміністративному округу Нижня Баварія. Входить до складу району Дінгольфінг-Ландау.
Площа — 98,19 км2. Населення становить 6581 ос. (станом на 31 грудня 2020).